# シュマディヤ郡

シュマディヤ郡
Шумадијски  округ
Šumadija okrug

シュマディヤ郡（シュマディヤぐん、セルビア語: Шумадијски округ / Šumadija okrug）は、セルビア中央部の郡。郡庁所在地はセルビア第四の都市、クラグイェヴァツ。郡名はこの地域の古くからの名称で、Šumadija という語そのものは Šuma（森）に由来する。

## 基礎自治体
郡には6つの基礎自治体と、クラグイェヴァツ市がある。郡庁所在地のクラグイェヴァツのみが市（град / grad） で、残りの5自治体はオプシュティナ（општина / opština）である。市はヴォイヴォディナ自治州・旧コソボ・メトヒヤ自治州を含めるとセルビア全土に24存在し、より強い自治権を有する。オプシュティナは日本の町・村に相当する。
- バトチナ（Batočina）
- アランジェロヴァツ（Aranđelovac）
- トポラ（Topola）
- ラチャ（Rača）
- クニッチ（Knić）
- ラポヴォ（Lapovo）

また、これとは別に規模の大きいクラグイェヴァツ市は5つの都市区（градцка општина/ gradska opština, 英:city manucipalities)に分けられている。
- アエロドロム（Aerodrom）(「空港」の意)
- ピヴァラ（Pivara）
- スタノヴォ（Stanovo）
- スタリ・グラード（Stari Grad）(「旧市街」の意)
- ストラガリ（Stragari）

## 民族構成
2002年の国勢調査による。
- セルビア人  =291,005
- ロマ = 1,606

## 歴史・文化
クラグイェヴァツ近郊には、13世紀のディヴォスティン生神女福音教会(Annunciation monastery Divostin)や、1389年のコソボの戦いの頃から現存すると伝えられる聖ニコラ修道院、建造年不明のドラチャ修道院など、多くの中世の修道院が見られる。
1833年には、サヴァ川およびドナウ川以南で最初のセルビア語学校であるクラグイェヴァツ第一ギムナジウムが設立された。
しかし第二次世界大戦における惨劇により、この学校は悲劇の象徴として知られるようになってしまった。セルビア全土への見せしめを目的として、1941年10月21日、ナチスドイツは7000人の市民をその日のうちに殺害した。その中には300人の児童と18人の教師も含まれており、うち15人は8歳から15歳の子供であった。シュマリツェの記念公園にはこれらの生徒と教師の慰霊碑が建てられている。